# Rosalba Vivas
Rosalba Vivas Briceña es una política venezolana. Fue diputada por el estado Barinas a la Asamblea Nacional, entrando como diputada principal en 2013 en sustitución de Maigualida Santana.

## Biografía
Es educadora.